# 羅滕河 (埃姆斯河支流)
51°49′30.10″N 8°21′15.89″E / 51.8250278°N 8.3544139°E

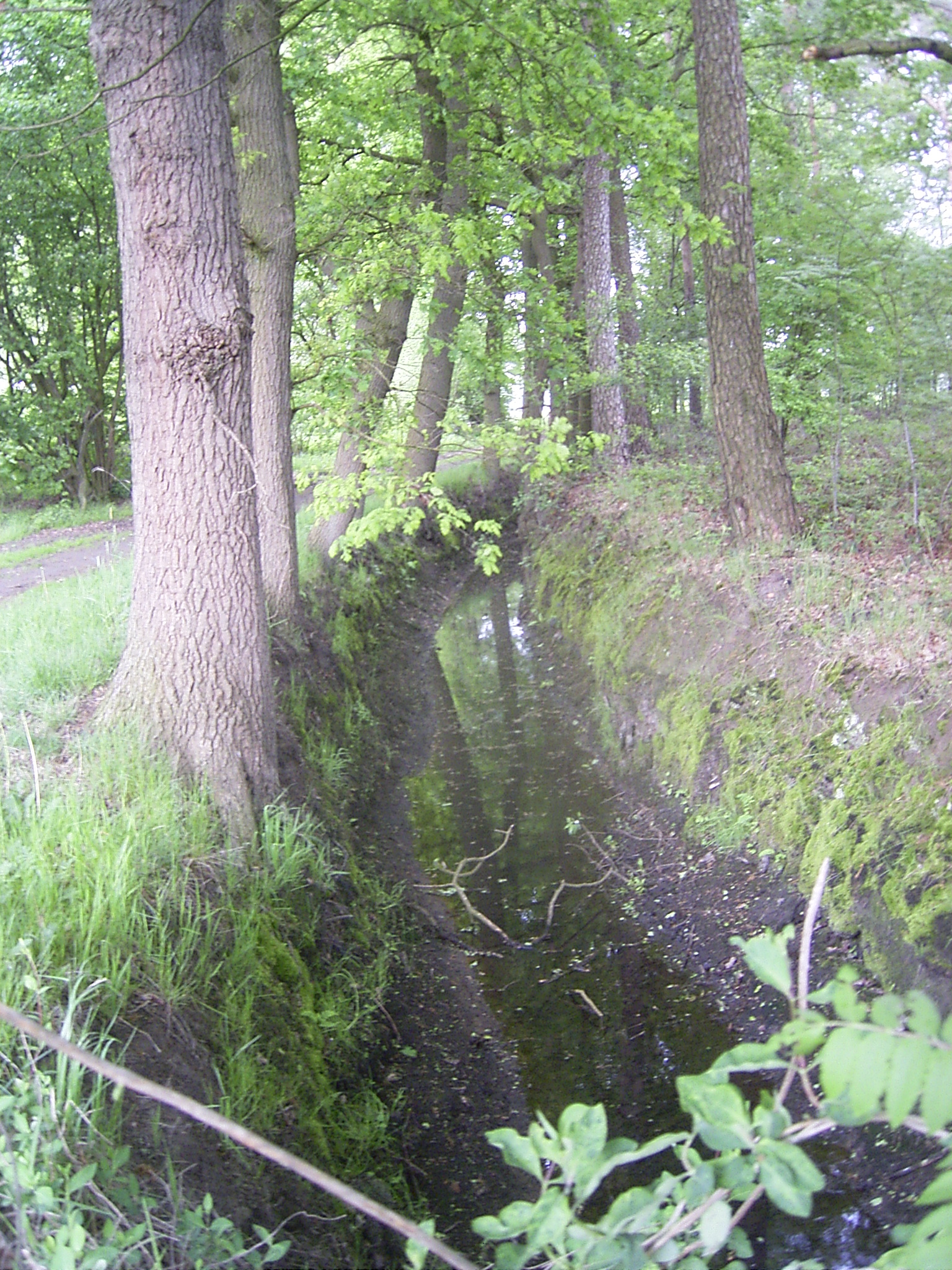

羅滕河（德語：Rothenbach，發音：[ˈʁoːtn̩ˌbax]）是德國北萊茵-威斯特法倫州的河流，位於該國西部，屬於埃姆斯河的右支流，河道全長7.5公里，該河流有漂浮性水生植物生長。